# La Conception
La Conception es un municipio canadiense situado en la provincia de Quebec.

## Superficie
La Conception tiene una superficie de 127,37 km².

## Demografía
En 2021, tenía 1527 habitantes, una densidad poblacional de 12 hab./km², y 1229 viviendas.